# Campionato del mondo di Fischer Random
Il Campionato del mondo di Fischer Random è un torneo di Scacchi960 organizzato dalla FIDE, che assegna il titolo mondiale della specialità. Il detentore è il grande maestro statunitense Hikaru Nakamura.

## Storia
Un primo campionato di Scacchi960, precursore del mondiale ufficiale, si svolse a Magonza nel 2001, come evento collaterale del torneo Mainz Chess Classic. Fu vinto da Péter Lékó, che sconfisse in un match di otto partite Michael Adams col punteggio di 4,5-3,5. In seguito a Magonza si sono svolti altri sei campionati. In questo periodo si svolsero a Magonza anche due edizioni del mondiale femminile, vinte entrambe da Aleksandra Kostenjuk, che riuscì a battere Elisabeth Pähtz nel 2006 per 5,5-2,5 e Kateryna Lahno nel 2008 per 2,5-1,5. Dopo un intervallo tra il 2010 e il 2017 si è svolto nel 2018 in Norvegia un match non ufficiale per il Titolo tra Magnus Carlsen e Hikaru Nakamura, vinto dal primo giocatore per 14-10.
Il primo campionato del mondo ufficiale riconosciuto dalla FIDE si svolse nel 2019 a Bærum in Norvegia, dove Wesley So batté in finale l'allora campione del mondo di scacchi norvegese Magnus Carlsen. La seconda edizione si svolse a Reykjavík nel 2022, dove Hikaru Nakamura si laureò campione del mondo battendo il grande maestro russo Jan Nepomnjaščij allo spareggio armageddon.

## Chess960 FiNet Rapid World Championship
| Edizione | Luogo   | Vincitore       | Note                                     |
| -------- | ------- | --------------- | ---------------------------------------- |
| 2001     | Magonza | Péter Lékó      | Vinse 4,5 - 3,5 contro Michael Adams     |
| 2003     | Magonza | Pëtr Svidler    | Vinse 4,5 - 3,5 contro Péter Lékó        |
| 2004     | Magonza | Pëtr Svidler    | Vinse 4.5-3.5 contro Lewon Aronyan       |
| 2005     | Magonza | Pëtr Svidler    | Vinse 5 - 3 contro Zoltán Almási         |
| 2006     | Magonza | Lewon Aronyan   | Vinse 5 - 3 contro Pëtr Svidler          |
| 2007     | Magonza | Lewon Aronyan   | Vinse 3,5 - 2,5 contro Viswanathan Anand |
| 2009     | Magonza | Hikaru Nakamura | Vinse 3,5 - 0,5 contro Lewon Aronyan     |

## Albo d'oro ufficiale
| Edizione | Luogo     | Vincitore       | Note                                   |
| -------- | --------- | --------------- | -------------------------------------- |
| 2019     | Bærum     | Wesley So       | Vinse 13,5 - 2,5 contro Magnus Carlsen |
| 2022     | Reykjavík | Hikaru Nakamura | Vinse 6 - 4 contro Jan Nepomnjaščij    |